# نيتريا (معبد للمسيحية)
نيتريا هي واحدة من أقدم المواقع الرُهبانية المسيحية في مصر. كانت واحدة من أقدم المراكز الثلاثة الرئيسية للنشاط الرُهباني المسيحي في صحراء نيتريا ، والمركزان الآخرانهما كيليا وسيتيس .
تأسست نيتريا في عام 330 بعد الميلاد على يد عمون وسرعان ما اجتذبت الآلاف من الرهبان خلال الفترة المتبقية من القرن الرابع. بحلول عام 390 ، تطورت من مجموعة فضفاضة من الرهبان المنفردين إلى مجتمع منظم مع المصرفيين والتجار وخدمات الكنيسة. كما جاءها السياح بأعداد كبيرة من مدينة الإسكندرية المجاورة لها ، وركز العديد من الرهبان على تلبية احتياجاتهم. سعى رهبان آخرون إلى مناطق نائية ، بعيدًا عن السياح والتجار ، وأنشؤوا مركزًا رهبانيًا في كيليا على بعد اثني عشر ميلًا ، في عام 338. انخفض عدد الرهبان في نيتريا خلال القرنين الخامس والسادس وتم التخلي عن الموقع في وقت ما في منتصف القرن السابع.
لم يتبق اليوم سوى القليل في موقعه بالقرب من قرية البرنوجي الحديثة أو تحتها . لا ينبغي الخلط بين نيتريا والأديرة في وادي النطرون (المعروفة رسميًا باسم سيتيس) ، والتي لا تزال موجودة. تم تسمية نيتريا على اسم بلدة قريبة أخذت اسمها من رواسب النطرون القريبة ، وهو ملح استخدمه المصريون القدماء في تحنيط المومياوات.

## روابط خارجية
- Map of Al Barnuji, via خرائط جوجل. Note the natron lake one kilometer to the south.
- Nitria and Kellia, maps and information.